# Umm Kulthum bint Muhámmad
Umm Kulthum bint Muhámmad fue la tercera hija del Profeta Mahoma y de su esposa Jadiya.

## Matrimonio e hijos
Se casó primero con Utaybah ibn Abu Lahab. Abu Lahab obligó a su hijo a divorciarse de ella debido a su oposición a las enseñanzas de Mahoma.
Después de la muerte de su hermana Ruqayya, se casó con Uthmán Ibn Affán.

## Hijas deJadiyayMahoma
1. Záinab bint Muhámmad, casada con su primo materno Abu al-Aas ibn Al-Rabi.
2. Ruqayya bint Muhámmad, primero casada con Utbah ibn Abu Lahab y después con Uthmán Ibn Affán.
3. Umm Kulthum bint Muhámmad, primero casada con Utaybah ibn Abu Lahab y después con Uthmán Ibn Affán.
4. Fátimah bint Muhámmad, casada con Ali Ibn Abi Tálib.[2]